# Esqui aquático nos Jogos Sul-Americanos de 2014
As competições de esqui aquático nos Jogos Sul-Americanos de 2014 ocorreram entre 7 e 9 de março de 2014 na Pista Los Morros de Esquí Náutico, Lago los Morros, Santiago.
O país anfitrião conquistou um total de 13 medalhas, sendo 4 de ouro e liderou o quadro de medalhas do esporte no evento.

## Quadro de medalhas
| Ordem | País      | Medalha de ouro | Medalha de prata | Medalha de bronze | Total |
| ----- | --------- | --------------- | ---------------- | ----------------- | ----- |
| 1     | Chile     | 4               | 6                | 3                 | 13    |
| 2     | Peru      | 2               | 1                | 1                 | 4     |
| 3     | Argentina | 1               | 1                | 3                 | 5     |
| 4     | Colômbia  | 1               | 1                | 2                 | 4     |
| 5     | Brasil    | 1               | 1                | 0                 | 2     |
| 6     | Venezuela | 1               | 0                | 0                 | 1     |
| 7     | Equador   | 0               | 0                | 1                 | 1     |
| Total | Total     | 10              | 10               | 10                | 30    |

## Resultados

### Eventos masculinos
| Evento    | Ouro                    | Prata                 | Bronze               |
| --------- | ----------------------- | --------------------- | -------------------- |
| Figuras   | COL Santiago Robledo    | CHI Rodrigo Miranda   | ARG Jorge Renosto    |
| Slalom    | BRA Nicholaas Walter    | ARG Martín Malarczuk  | COL Santiago Robledo |
| Salto     | CHI Rodrigo Miranda     | CHI Miranda           | COL Santiago Correa  |
| Overall   | CHI Felipe Miranda      | CHI Rodrigo Miranda   | COL Santiago Correa  |
| Wakeboard | VEN Juan Vicente Mendez | COL Juan Martin Velez | ARG Alejo de Palma   |

### Eventos femininos
| Evento    | Ouro                              | Prata                             | Bronze                            |
| --------- | --------------------------------- | --------------------------------- | --------------------------------- |
| Figuras   | PER Natalia Cuglievan             | CHI Fernanda Naser                | CHI Valentina Gonzáles            |
| Slalom    | PER María Delfina Cuglievan Wiese | CHI Fernanda Naser                | CHI Valentina Gonzáles            |
| Salto     | CHI Valentina Gonzáles            | PER María Delfina Cuglievan Wiese | CHI Fernanda Naser                |
| Overall   | CHI Fernanda Naser                | CHI Valentina Gonzáles            | PER María Delfina Cuglievan Wiese |
| Wakeboard | ARG Roberta Rendo                 | BRA Tereza Lobato                 | ECU Vanessa Kronfle               |